# Stefan Andersson (militär)
Stefan Jan Andersson, född 9 april 1961 i Växjö församling i Kronobergs län, är en svensk militär.
Andersson tog gymnasieexamen 1979. Han gick Gruppchefsskola 1 1979–1980 och Gruppchefsskola 2 1980–1981. Han tog officersexamen vid Krigsskolan 1983 och blev samma år fänrik vid Kronobergs regemente. Han gick Allmänna kursen vid Krigshögskolan 1984–1985 och befordrades 1985 till löjtnant samt 1988 till kapten. Åren 1989–1990 var han lärare vid Infanteriets officershögskola varpå han gick Allmänna kursen vid Militärhögskolan 1990–1991 och befordrades till major 1991. Han var kompanichef vid Kronobergs regemente 1991–1992 tjänstgjorde som kompanichef i FN-insatsen i Libanon 1992–1993 samt därefter som kompanichef vid Livgrenadjärregementet 1993–1994. Han var lärare vid Stridsskola Syd 1996–1997, stabsofficer vid RI Mark i Högkvarteret 1997–1998, sektionschef för CJ3 vid SFOR:s högkvarter i Bosnien 1998–1999 samt utbildningsledare vid Markstridsskolan i Kvarn 1999–2000.
År 2000 befordrades han till överstelöjtnant och var chef för G3 i Divisionsstaben i Arméns taktiska kommando 2000–2002. Han var militärsakkunnig i Försvarsdepartementet 2002–2005, befordrades till överste 2004 och var brigadchef vid Norrbottens regemente 2005–2008. År 2008 befordrades han till brigadgeneral och var 2008–2011 Force Commander för Nordic Battlegroup 11, varefter han 2012–2014 var chef för Arméavdelningen i Produktionsledningen i Högkvarteret. Han var chef för Arméns taktiska stab 2014–2017 och tjänstgör sedan den 1 oktober 2017 vid Insatsstaben i Högkvarteret. År 2019 utnämndes han som övningsledare för försvarsmaktsövningen Aurora 20.
Stefan Andersson invaldes 2010 som ledamot av Kungliga Krigsvetenskapsakademien.

## Utmärkelser
- Försvarsmaktens medalj för internationella insatser (november 2022)[5]
- 3:e klass av Örnkorsets orden (12 januari 2011)[6]
- FN-medaljen (MINUSMA) (maj 2019)[7]